# Frea annulata
Frea annulata är en skalbaggsart som beskrevs av Louis Alexandre Auguste Chevrolat 1858. Frea annulata ingår i släktet Frea och familjen långhorningar.
Artens utbredningsområde är:
- Gabon.
- Nigeria.

Inga underarter finns listade i Catalogue of Life.